# أوك ريدج (كارولاينا الشمالية)
أوك ريدج (بالإنجليزية: Oak Ridge, North Carolina)‏ هي بلدة أمريكية تقع في الولايات المتحدة في مقاطعة غيلفورد، كارولاينا الشمالية. يقدر عدد سكانها بـ 6,185 نسمة ومساحتها 38.1 كم2 و وترتفع عن سطح البحر 289 متر.

## التركيبة السكانية
حدّد مكتب تعداد الولايات المتحدة بيانات التركيبة السكانية لأوك ريدج في تعداد الولايات المتحدة. في ما يلي، التركيبة السكانية حسب تعدادي 2000 و2010.

### تعداد عام 2000
بلغ عدد سكان أوك ريدج 3,988 نسمة بحسب تعداد عام 2000، وبلغ عدد الأسر 1,382 أسرة وعدد العائلات 1,173 عائلة مقيمة في البلدة. في حين سجلت الكثافة السكانية 92.9 نسمة لكل كيلومتر مربع (240.6/ميل2). وبلغ عدد الوحدات السكنية 1,462 وحدة بمتوسط كثافة قدره 34 لكل كيلومتر مربع (88.1/ميل2).
وتوزع التركيب العرقي للبلدة بنسبة 93.48% من البيض و4.21% من الأمريكيين الأفارقة و0.28% من الأمريكيين الأصليين و0.73% من الأمريكيين ذوي الأصول الآسيوية و0.63% من الأعراق الأخرى و0.68% من عرقين مختلطين أو أكثر و1.30% من الهسبانيون أو اللاتينيون من أي عرق.
بلغ عدد الأسر 1,382 أسرة كانت نسبة 46.7% منها لديها أطفال تحت سن الثامنة عشر تعيش معهم، وبلغت نسبة الأزواج القاطنين مع بعضهم البعض 78.4% من أصل المجموع الكلي للأسر، ونسبة 4.2% من الأسر كان لديها معيلات من الإناث دون وجود شريك،  بينما كانت نسبة 2.2% من الأسر لديها معيلون من الذكور دون وجود شريكة وكانت نسبة 15.1% من غير العائلات. تألفت نسبة 11.5% من أصل جميع الأسر من عدة أفراد يعيشون في نفس المنزل ونسبة 3.9% كانت تتألف من شخص يعيش بمفرده يبلغ من العمر 65 عاماً أو أكثر. وبلغ متوسط حجم الأسرة المعيشية 2.89، أما متوسط حجم العائلات فبلغ 3.15.
بلغ العمر الوسطي للسكان 37.7 عاماً. وكانت نسبة 29.7% من القاطنين تحت سن الثامنة عشر، وكانت نسبة 4.7% بين الثامنة عشر والرابعة والعشرين عاماً، ونسبة 31.4% كانت واقعةً في الفئة العمرية ما بين الخامسة والعشرين والرابعة والأربعين عاماً، ونسبة 26.9% كانت ما بين الخامسة والأربعين والرابعة والستين، ونسبة 7.4% كانت ضمن فئة الخامسة والستين عاماً فما فوق. يوجد لكل 100 أنثى 97.8 ذكر، ويوجد لكل 100 أنثى في الثامنة عشر من عمرها فما فوق 98.9 ذكر.
بلغ متوسط دخل الأسرة في البلدة 74,609 دولارًا، أما متوسط دخل العائلة فبلغ 82,070 دولارًا. وكان متوسط دخل الذكور 56,250 دولارًا مقابل 35,952 دولارًا للإناث. وسجل دخل الفرد الخاص بالبلدة 29,346 دولارًا. وكانت نسبة 2.2% من العائلات ونسبة 3.8% من السكان تحت خط الفقر، وكان من هؤلاء نسبة 3.6% تحت سن الثامنة عشر ونسبة 3.8% في الخامسة والستين من العمر وما فوق.

### تعداد عام 2010
بلغ عدد سكان أوك ريدج 6,185 نسمة بحسب تعداد عام 2010، وبلغ عدد الأسر 2,106 أسرة وعدد العائلات 1,832 عائلة مقيمة في البلدة. في حين سجلت الكثافة السكانية 144 نسمة لكل كيلومتر مربع (373.0/ميل2). وبلغ عدد الوحدات السكنية 2,226 وحدة بمتوسط كثافة قدره 51.8 لكل كيلومتر مربع (134.2/ميل2).
وتوزع التركيب العرقي للبلدة بنسبة 88.91% من البيض و5.16% من الأمريكيين الأفارقة و0.39% من الأمريكيين الأصليين و3.36% من الأمريكيين ذوي الأصول الآسيوية و0.02% من سكان جزر المحيط الهادئ و1.13% من الأعراق الأخرى و1.03% من عرقين مختلطين أو أكثر و3.01% من الهسبانيون أو اللاتينيون من أي عرق.
بلغ عدد الأسر 2,106 أسرة كانت نسبة 46.4% منها لديها أطفال تحت سن الثامنة عشر تعيش معهم، وبلغت نسبة الأزواج القاطنين مع بعضهم البعض 77.8% من أصل المجموع الكلي للأسر، ونسبة 5.7% من الأسر كان لديها معيلات من الإناث دون وجود شريك،  بينما كانت نسبة 3.6% من الأسر لديها معيلون من الذكور دون وجود شريكة وكانت نسبة 13% من غير العائلات. تألفت نسبة 11.3% من أصل جميع الأسر من عدة أفراد يعيشون في نفس المنزل ونسبة 3.9% كانت تتألف من شخص يعيش بمفرده يبلغ من العمر 65 عاماً أو أكثر. وبلغ متوسط حجم الأسرة المعيشية 2.94، أما متوسط حجم العائلات فبلغ 3.18.
بلغ العمر الوسطي للسكان 41.8 عاماً. وكانت نسبة 29.9% من القاطنين تحت سن الثامنة عشر، وكانت نسبة 4.6% بين الثامنة عشر والرابعة والعشرين عاماً، ونسبة 21.8% كانت واقعةً في الفئة العمرية ما بين الخامسة والعشرين والرابعة والأربعين عاماً، ونسبة 35.1% كانت ما بين الخامسة والأربعين والرابعة والستين، ونسبة 8.6% كانت ضمن فئة الخامسة والستين عاماً فما فوق. وتوزع التركيب الجنسي للسكان بنسبة 50.3% ذكور و49.7% إناث.